# Protilema
Niphoparmena – rodzaj chrząszczy z rodziny kózkowatych i podrodziny zgrzypikowych.

## Zasięg występowania
Przedstawiciele tego rodzaju występują na Nowej Gwinei.

## Systematyka
Do Protilema należy 9 gatunków:
- Protilema gigas
- Protilema granulosum
- Protilema humeridens
- Protilema montanum
- Protilema olemehli
- Protilema papuus
- Protilema rotundipenne
- Protilema strandi
- Protilema telnovi